# Droga Królewska (Praga)

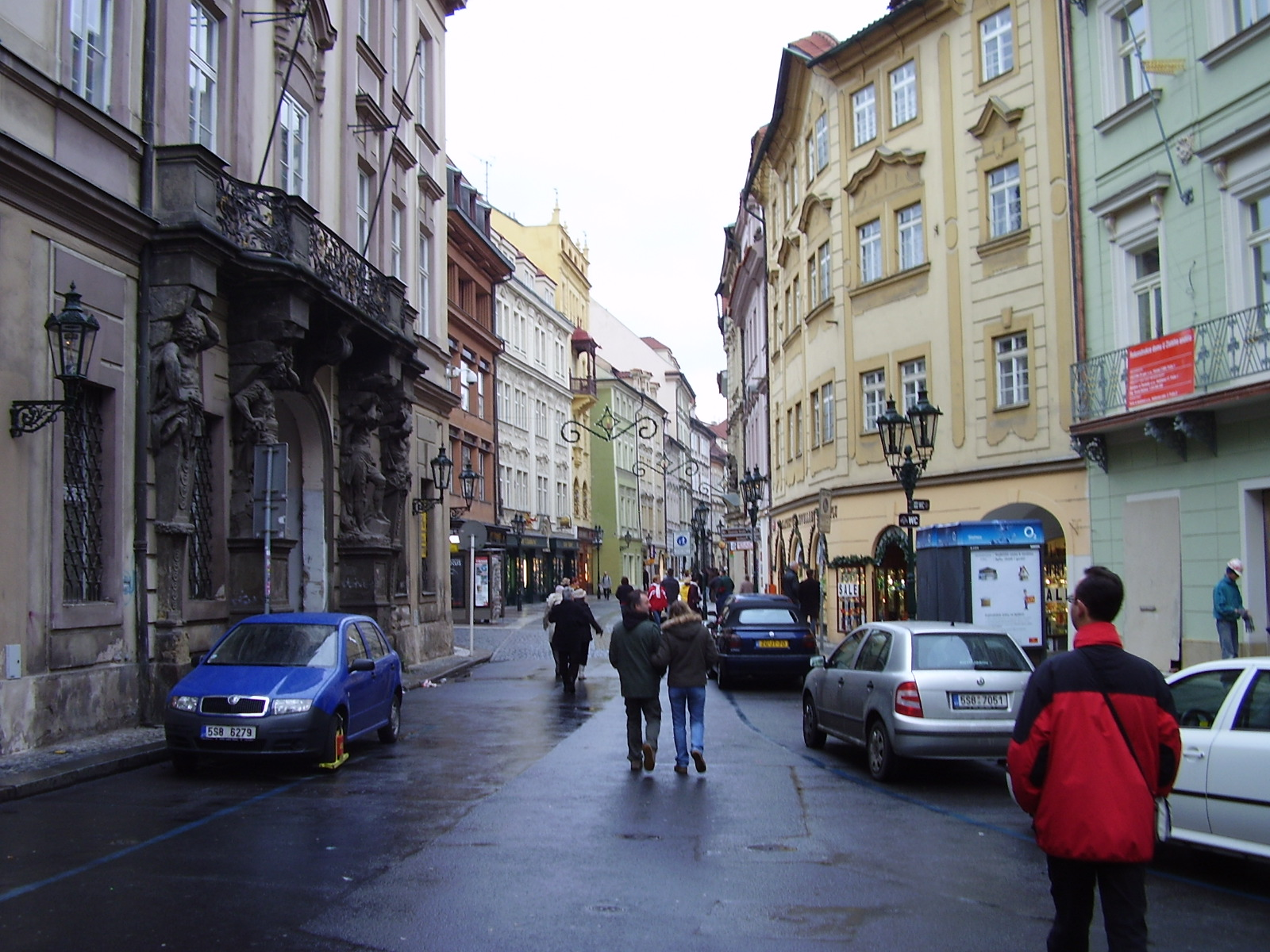
Ulica Celetna

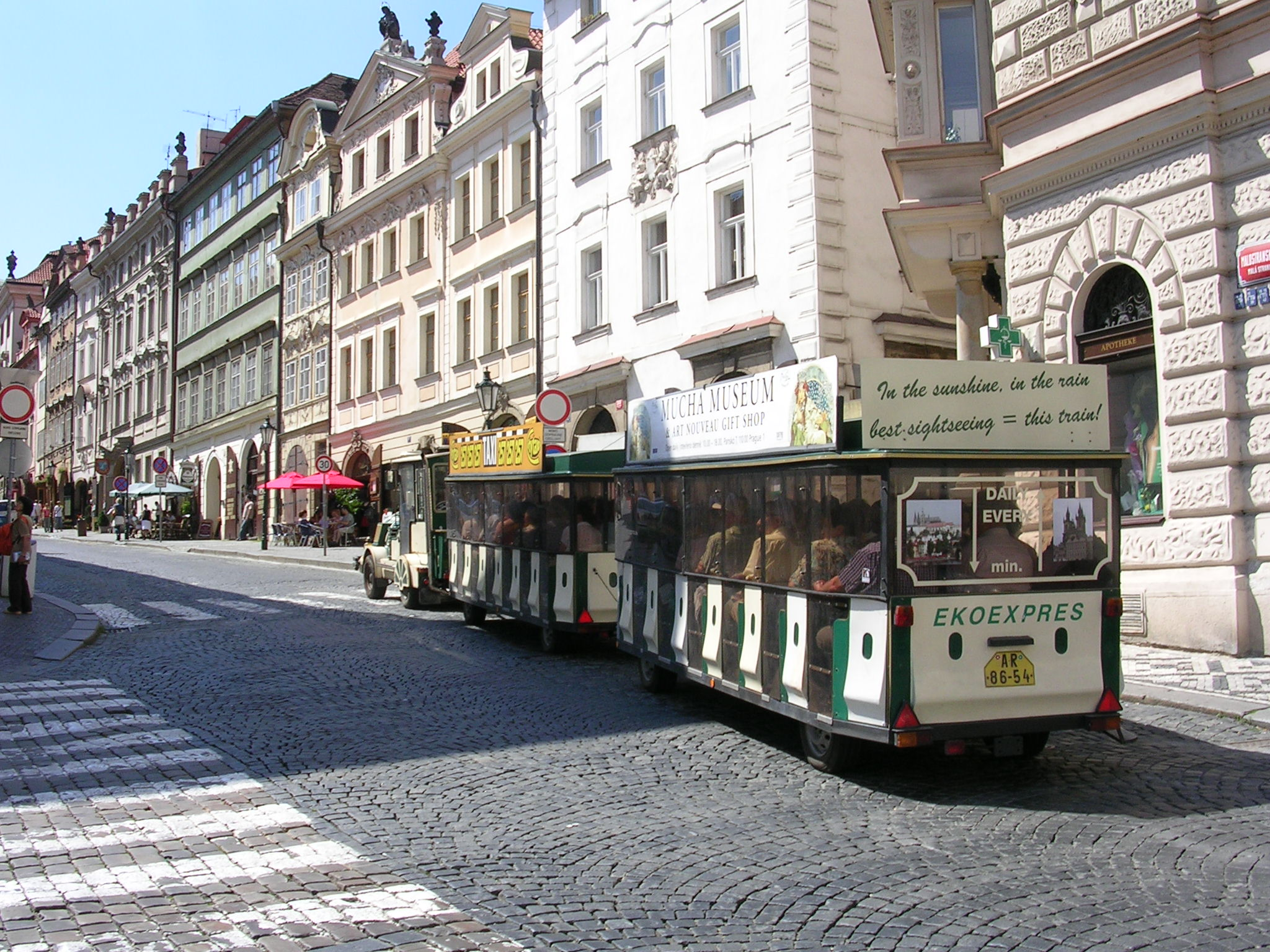
Ulica Nerudy

Droga Królewska – nazwa historycznej trasy biegnącej przez centrum Pragi, którą przejeżdżali przyszli czescy królowie w drodze na koronację. Zaczynała się przy Pałacu Królewskim na Starym Mieście, dawnej mieszczańskiej siedzibie królów koło Bramy Prochowej. Następnie biegła ul. Celetną (Celetná), przez Rynek Staromiejski (Staroměstské nám.) koło ratusza staromiejskiego, dalej przez Mały Rynek (Malé nám.), ul. Karola (Karlova) koło Klementinum, przez pl. Krzyżowców (Křižovnické nám.), pod Staromiejską Wieżą Mostową, po Moście Karola, pod Małostrańską Wieżą Mostową, następnie ul. Mostową (Mostecká) na Rynek Małostrański (Malostranské nám.), ulicami Nerudy (Nerudova) oraz Do Zamku (Ke Hradu) i przez Rynek Hradczański (Hradčanské nám.) na Zamek do katedry św. Wita. Jej obecny przebieg się ustalił w XVII wieku, wcześniej biegła przez ul. Przekop (Úvoz) i Pogorzelec (Pohořelec), ponieważ nie istniała jeszcze ulica Do Zamku.
Jako pierwszy Drogą Królewską przejechał w roku 1438 Albrecht II Habsburg, jako ostatni austriacki cesarz Ferdynand Habsburg. Trasę pokonywali również ważni posłowie czy zagraniczni goście, przejeżdżały tędy kondukty pogrzebowe władców chowanych na Hradczanach. W 1729 r. szła nią procesja na uroczystości związane z kanonizacją Jana Nepomucena. Trasa była dekorowana, po drodze procesja zatrzymywała się i spotykała z przedstawicielami cechów, szkół, duchowieństwa, wojska, wszystkich praskich ratuszów i innych organizacji, towarzyszyło jej bicie dzwonów, muzyka, śpiewy, wystrzały armatnie.
Dzisiaj Droga Królewska służy jako główna trasa turystyczna w centrum Pragi.